# Friedrich Glier
Friedrich Glier (* 12. Januar 1891 in Markneukirchen; † 25. Januar 1953 ebenda) war Lehrer, Organist, Komponist und Sammler vogtländischer Melodien.

## Leben
Hermann Friedrich Glier war ein Sohn des Bass- und Cellomachers Hermann Glier. Mit zehn Jahren erlernte er das Klavier- und Geigenspiel. Die umfassenden und soliden Grundlagen für seine spätere pädagogische und künstlerische Tätigkeit erwarb er vom 1. Mai 1905 bis Ostern 1911 auf dem traditionsreichen Lehrerseminar in Plauen. Gliers Berufsweg begann 1911 als Hilfslehrer in Brockau bei Netzschkau. Nach dem Ersten Weltkrieg setzte er die Lehrertätigkeit in seiner Heimatstadt Markneukirchen fort. Seine Unterrichtsfächer waren hauptsächlich Deutsch, Musik, Geschichte und Erdkunde. Geige und Bogen galten Kollegen und Schülern als seine Attribute. Neben dem Lehramt, das 1945 endete, erfüllte er Aufgaben in der Kirche und in kulturellen und sportlichen Vereinigungen. Anfang der dreißiger Jahre entstand Gliers Volksmusikgruppe, aus Sing- und Spielgruppe bestehend, mit besonderer Betonung der volkstümlichen Instrumentalmusik.
Nach der „Machtergreifung“ trat er der NSDAP zum 1. Mai 1933 bei (Mitgliedsnummer 2.361.136). Seit dem 1. Juni 1933 gehörte er zusätzlich der SA an, in der er Fürsorgewart beim Sturm 3 wurde. Während des Zweiten Weltkriegs komponierte er 1942 als op. 65 Nr. 1 Das Lied vom Volke. Du bist die Kette ohne Ende auf einen Text von Wolfram Brockmeier, der zuvor schon von Gottfried Wolters (spätestens 1934) und/oder Heinrich Spitta (spätestens 1935) vertont worden war.
Bis in seine letzten Lebensjahre gab Friedrich Glier Klavierunterricht. Nach dem Zweiten Weltkrieg war er Religionslehrer im kirchlichen Dienst und zugleich Organist an der Nicolai-Kirche in Markneukirchen.
An dem väterlichen Haus Breite Straße 1 in Markneukirchen befindet sich heute eine Gedenktafel für den Lehrer, Musiker und Komponisten Friedrich Glier.

## Werke
Friedrich Glier war auch als Komponist tätig. Sein sorgsam geführtes und mit Anmerkungen versehenes Werkverzeichnis enthält 86 Opuszahlen, die sich auf die Jahre 1910 bis 1952 verteilen. Glier spannte den Bogen von der Klassik bis zur Volksmusik. Er komponierte weit über 100 Lieder und vertonte dabei Gedichte, unter anderem von Hermann Hesse, Eduard Mörike, Theodor Storm, Hermann Löns, schrieb Chorwerke für Männer- und gemischte Chöre sowie Kammermusik und Orchesterstücke. Glier nahm sich der Pflege der südvogtländischen Mundart an. Seine Verdienste sind vor allem darin zu sehen, dass er mit seinem Wirken den Menschen des südlichen Vogtlandes, besonders in den schweren Zeiten nach dem Zweiten Weltkrieg, ein Wieder-Finden der Identifikation mit ihrer Heimat ermöglichte. "Is dös a schös Eckel …" (op. 62 Nr. 1) zeigt Gliers tiefe Liebe zu seiner vogtländischen Heimat.

## Ehrungen
In Markneukirchen wurde eine Straße nach ihm benannt.